# باشگاه کتاب جین آستن
باشگاه کتاب جین آستن (به انگلیسی: The Jane Austen Book Club)، یک فیلم آمریکایی در ژانر درام رمانتیک به نویسندگی و کارگردانی رابین اسوکرد و محصول سال ۲۰۰۷ است. فیلم‌نامه این فیلم بر اساس رمانی به همین نام نوشته کارن جوی فاولر اقتباس شده‌است. ماریا بلو، امیلی بلانت، کتی بیکر، ایمی برنمن، مگی گریس، هیو دنسی و کوین زیگرز ستارگان فیلم هستند.
باشگاه کتاب جین آستن در تاریخ ۲۱ سپتامبر ۲۰۰۷ توسط سونی پیکچرز کلاسیکس منتشر شد. علی‌رغم شکست در گیشه با فروش ۷ میلیون دلاری، فیلم توانست نظر مثبت منتقدان را جلب کند.

## بازیگران
- ماریا بلو
- امیلی بلانت
- کتی بیکر
- ایمی برنمن
- مگی گریس
- هیو دنسی
- کوین زیگرز
- مارک بلوکاس
- جیمی اسمیتس
- لین ردگریو